# Résidence Lafrance

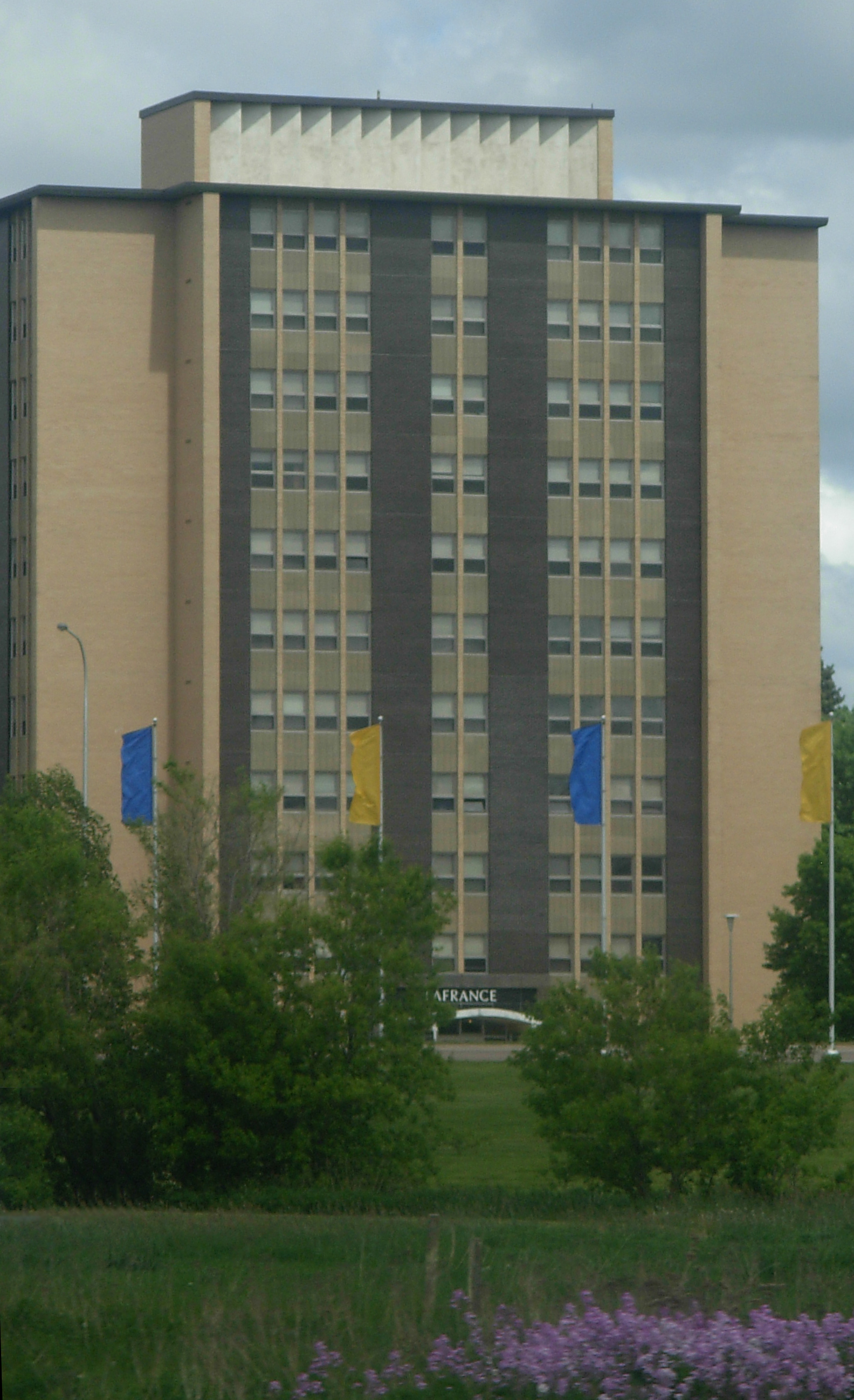
Résidence Lafrance

La résidence Lafrance est un dortoir de l'Université de Moncton. Avec 11 étages et 160 chambres, c'est l'un des plus vastes édifices de l'université et l'un des plus hauts de la ville. La résidence fait partie des bâtiments construits pour l'ouverture de l'université en 1962.